# Ipsebiosis spicula
Ipsebiosis spicula är en nattsländeart som beskrevs av Arturs Neboiss 1977. Ipsebiosis spicula ingår i släktet Ipsebiosis och familjen Hydrobiosidae. Inga underarter finns listade i Catalogue of Life.